# Luceria jowettorum
Luceria jowettorum là một loài bướm đêm trong họ Erebidae.